# Pterostichus osculans
Pterostichus osculans är en skalbaggsart som beskrevs av Thomas Casey. Pterostichus osculans ingår i släktet Pterostichus och familjen jordlöpare. Inga underarter finns listade i Catalogue of Life.